# Low Down
Pour plus de détails, voir Fiche technique et Distribution.
Low Down est un film américain réalisé par Jeff Preiss, sorti en 2014.

## Synopsis
La vie du pianiste de jazz Joe Albany et sa lutte contre l'addiction à la drogue.

## Fiche technique
- Titre : Low Down
- Réalisation : Jeff Preiss
- Scénario : Topper Lilien et Amy Albany d'après son livre
- Musique : Ohad Talmor
- Photographie : Christopher Blauvelt (en)
- Montage : Michael Saia
- Production : Albert Berger, Mindy Goldberg et Ron Yerxa
- Société de production : Bona Fide Productions, Epoch Films et Heretic Films
- Pays :  États-Unis
- Genre : Biopic, drame et film musical
- Durée : 114 minutes
- Dates de sortie : 
  -  États-Unis : 19 janvier 2014 (festival du film de Sundance), 27 janvier 2015

## Distribution
- John Hawkes (VF : William Coryn) : Joe Albany
- Elle Fanning (VF : Camille Donda) : Amy-Jo Albany
- Glenn Close : Gram
- Peter Dinklage (VF : Constantin Pappas) : Alain
- Flea : Hobbs
- Lena Headey (VF : Rafaèle Moutier) : Sheila Albany
- Caleb Landry Jones (VF : Yoann Borg) : Cole
- River Ross : LaPrez
- Taryn Manning : Colleen
- Billy Drago : Lew
- Tim Daly : Dalton

 Source et légende : version française (VF) sur RS Doublage

## Accueil
Le film a reçu un accueil mitigé de la critique. Il obtient un score moyen de 58 % sur Metacritic.

## Article annexe
- Psychotrope au cinéma et à la télévision